# Arquitetura raio que o parta
Raio que o parta é um estilo arquitetônico de origem popular desenvolvido na região da capital paraense entre as décadas de 1940 a 1960. Descrito como uma adaptação espontânea da arquitetura modernista, em franca utilização em Belém na época, o estilo é caracterizado pelas construções em formas angulares, pela ampla utilização de cacos cerâmicos com fins decorativos, bem como de mosaicos em formas geométricas. O raio, de onde o movimento recebeu o nome, é um dos principais motivos retratados, verificando-se, também, setas, triângulos e outros formatos, em menor grau.